# Гайфан

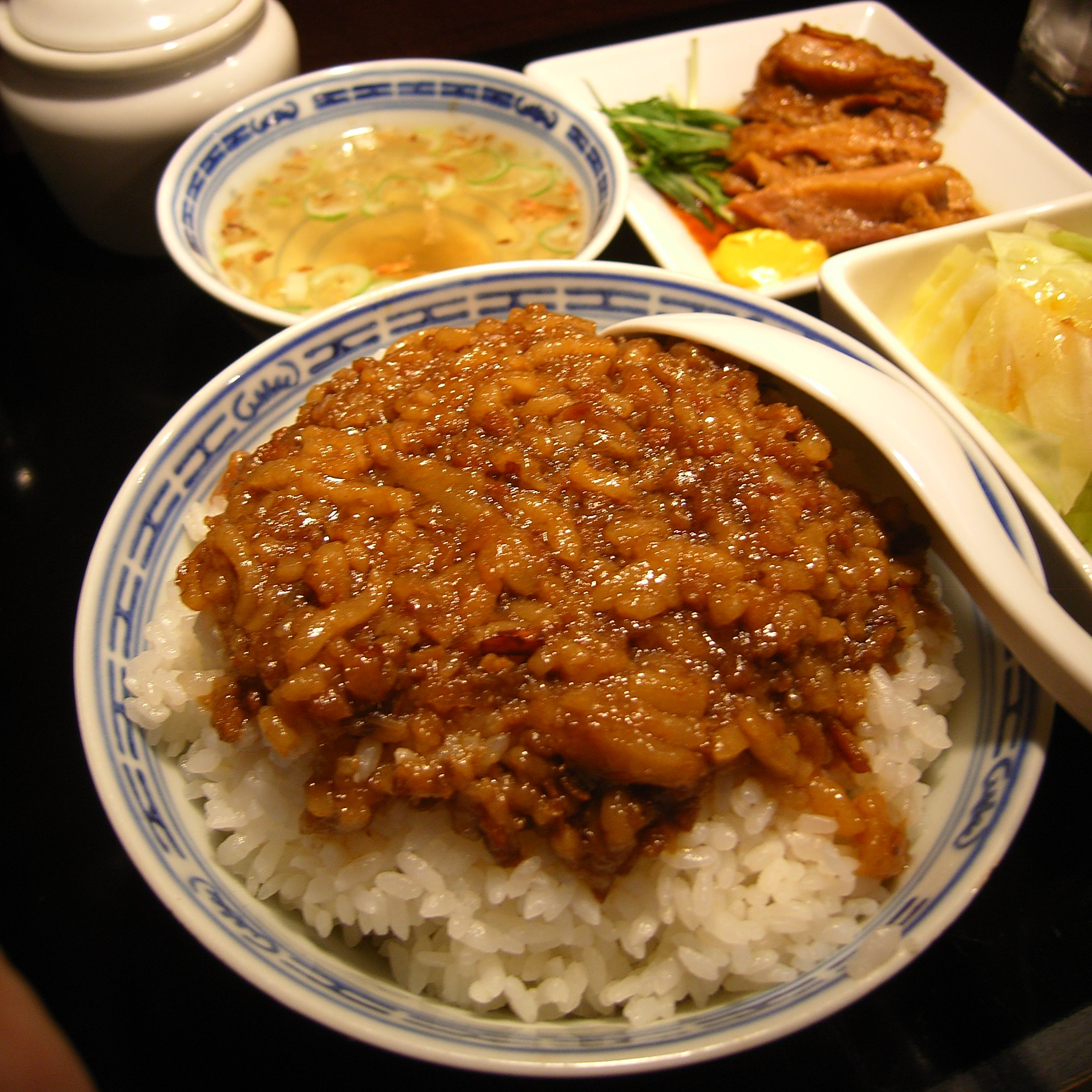
Рис зі свинячим фаршем

Гайфан (кит. трад.: 蓋飯; спрощ.: 盖饭; піньїнь: gàifàn; Вейд-Джайлз: kai4-fan4; літ.: 'рис з начинкою') або гайцзяофан (蓋澆飯; 盖浇饭; gàijiāofàn; kai4-chiao1-fan4; 'начинка для рису') — тип страви китайської кухні, який зазвичай пропонують у недорогих закладах. Він складається з рибної, м'ясної або овочевої начинки, яка подається поверх рису. Страва може бути як свіжоприготовленою, так і попередньо приготовленою, наприклад, чар сіу. Відповідно до «Книги обрядів», гайфань може датуватися часами Західної Чжоу. Під час династії Тан гайфан подавали під час бенкетів для новоспечених чиновників.

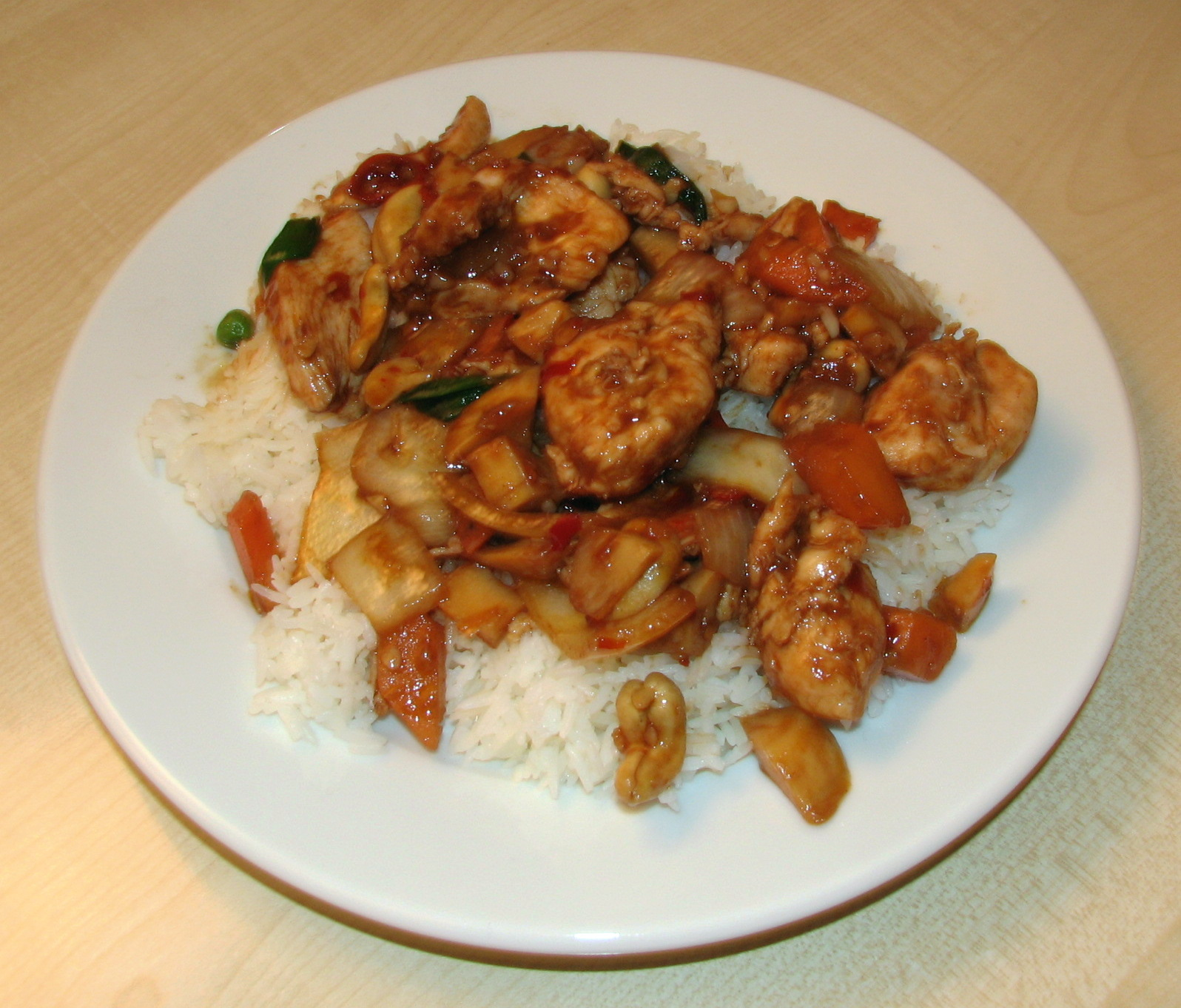
Курячий гайфан Кунг Пао
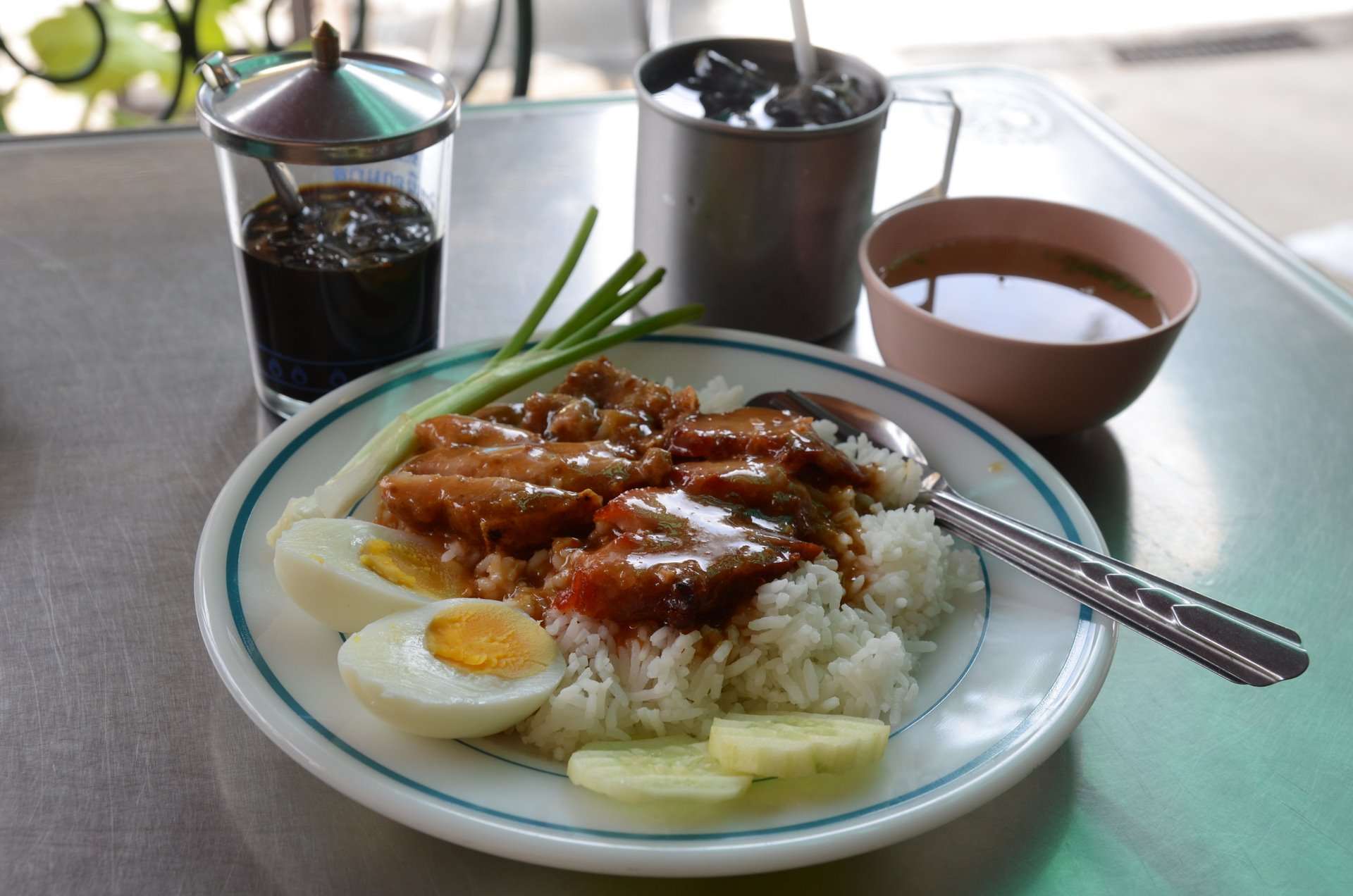
Тайсько-китайський гайфан чар сіу
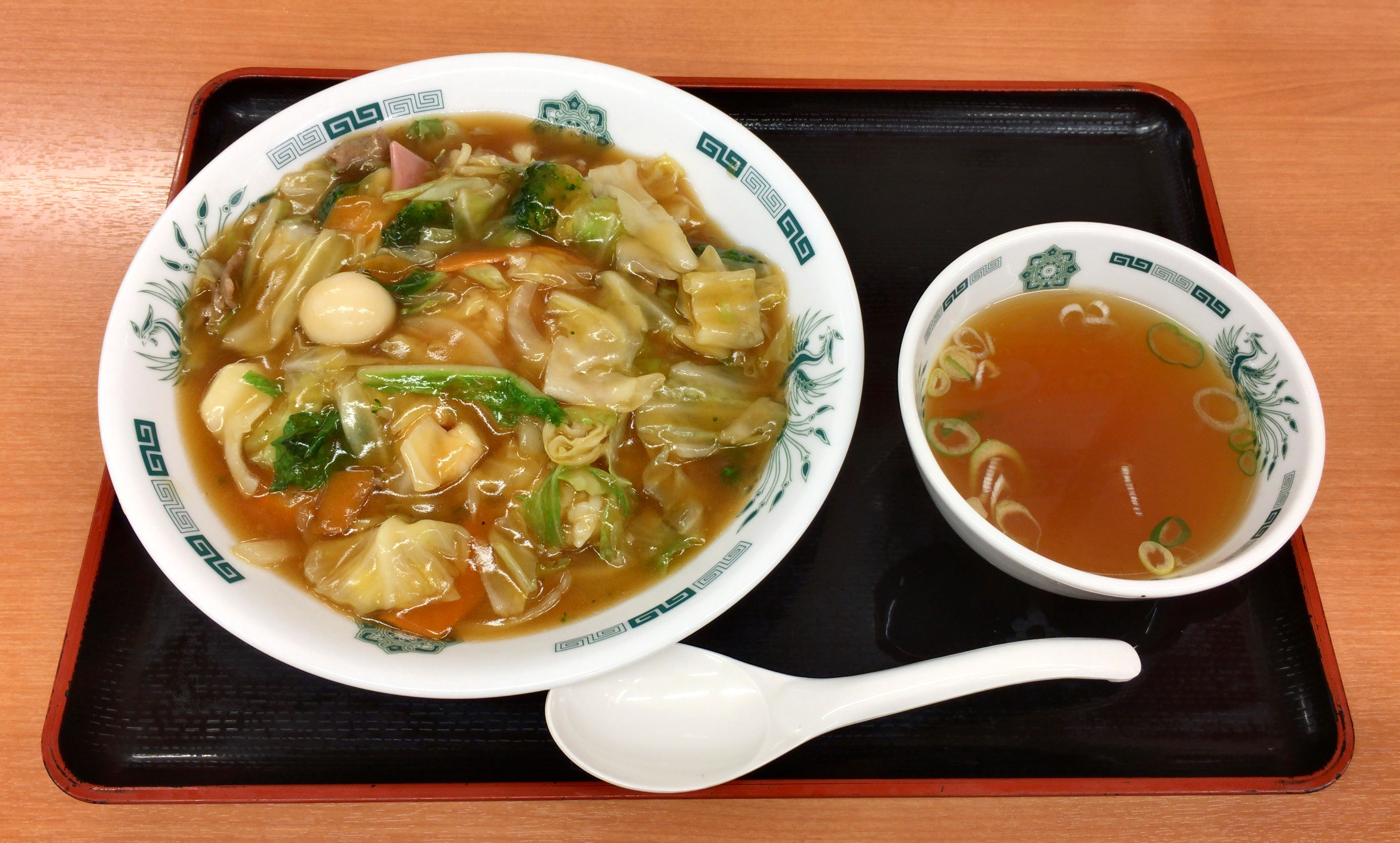
Chūkadon